# Anteos clorinde
Anteos clorinde är en fjärilsart som först beskrevs av Jean Baptiste Godart 1824.  Anteos clorinde ingår i släktet Anteos och familjen vitfjärilar. Inga underarter finns listade i Catalogue of Life.

## Bildgalleri

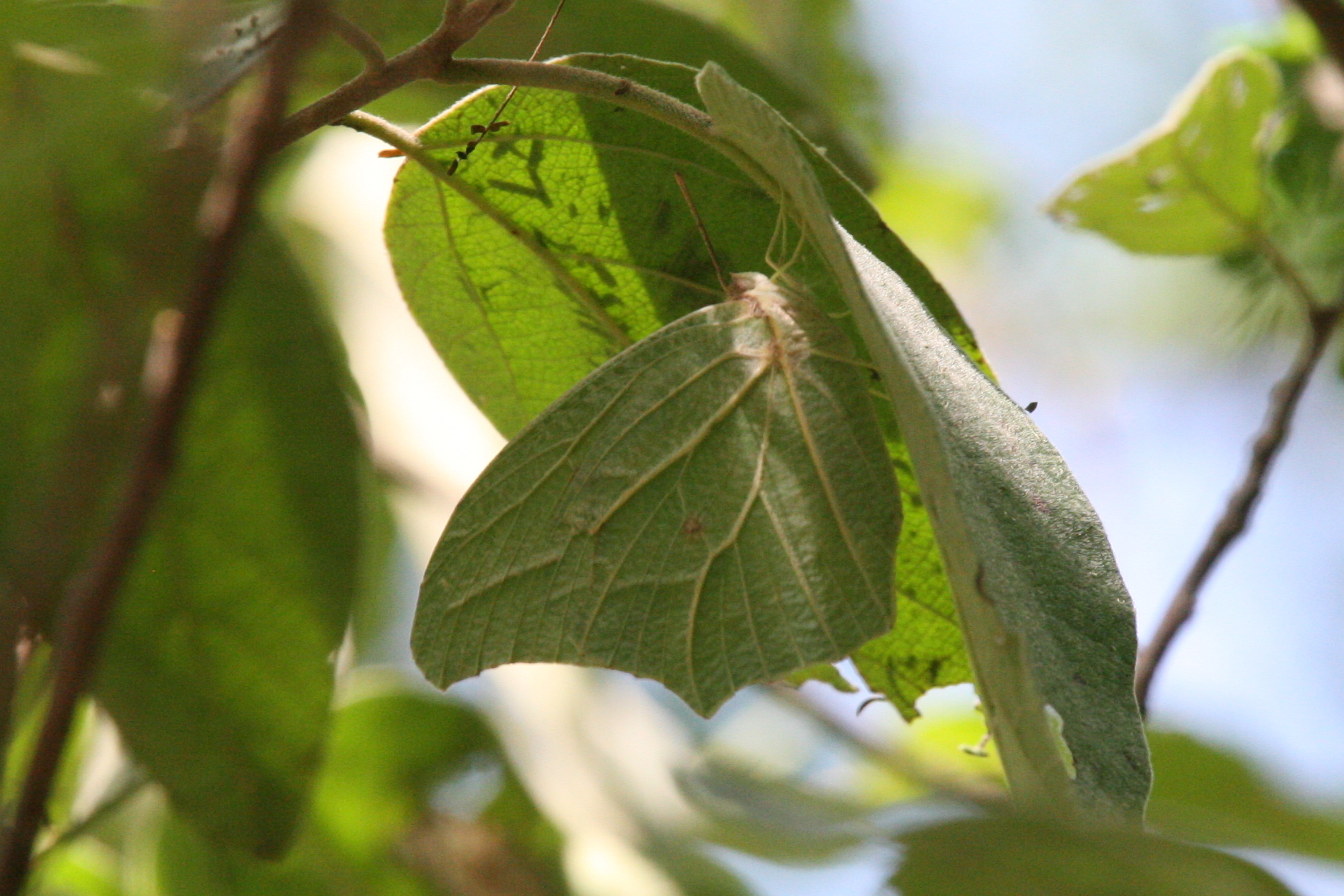